# Kirche (Natendorf)

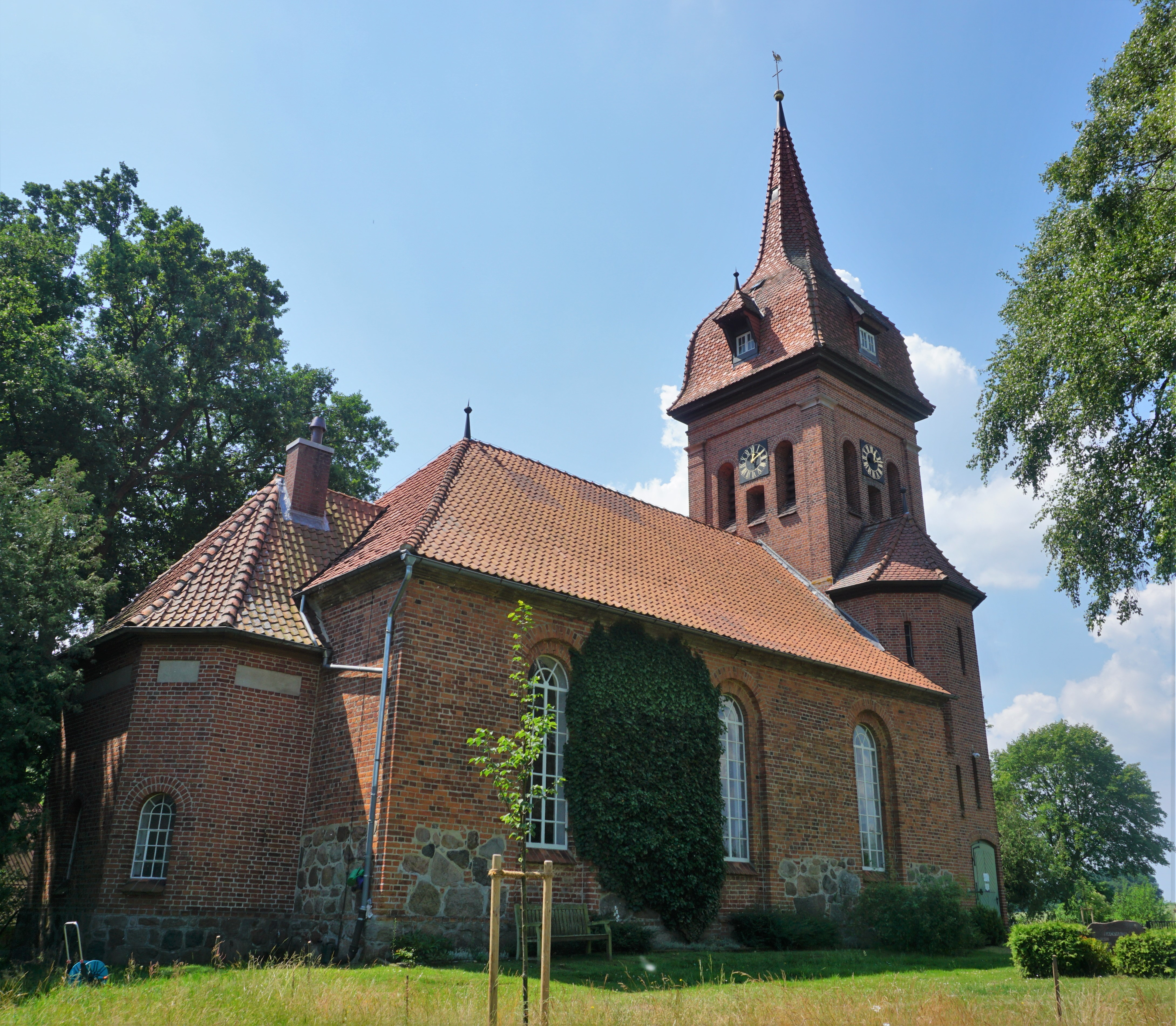
Kirche zu Natendorf

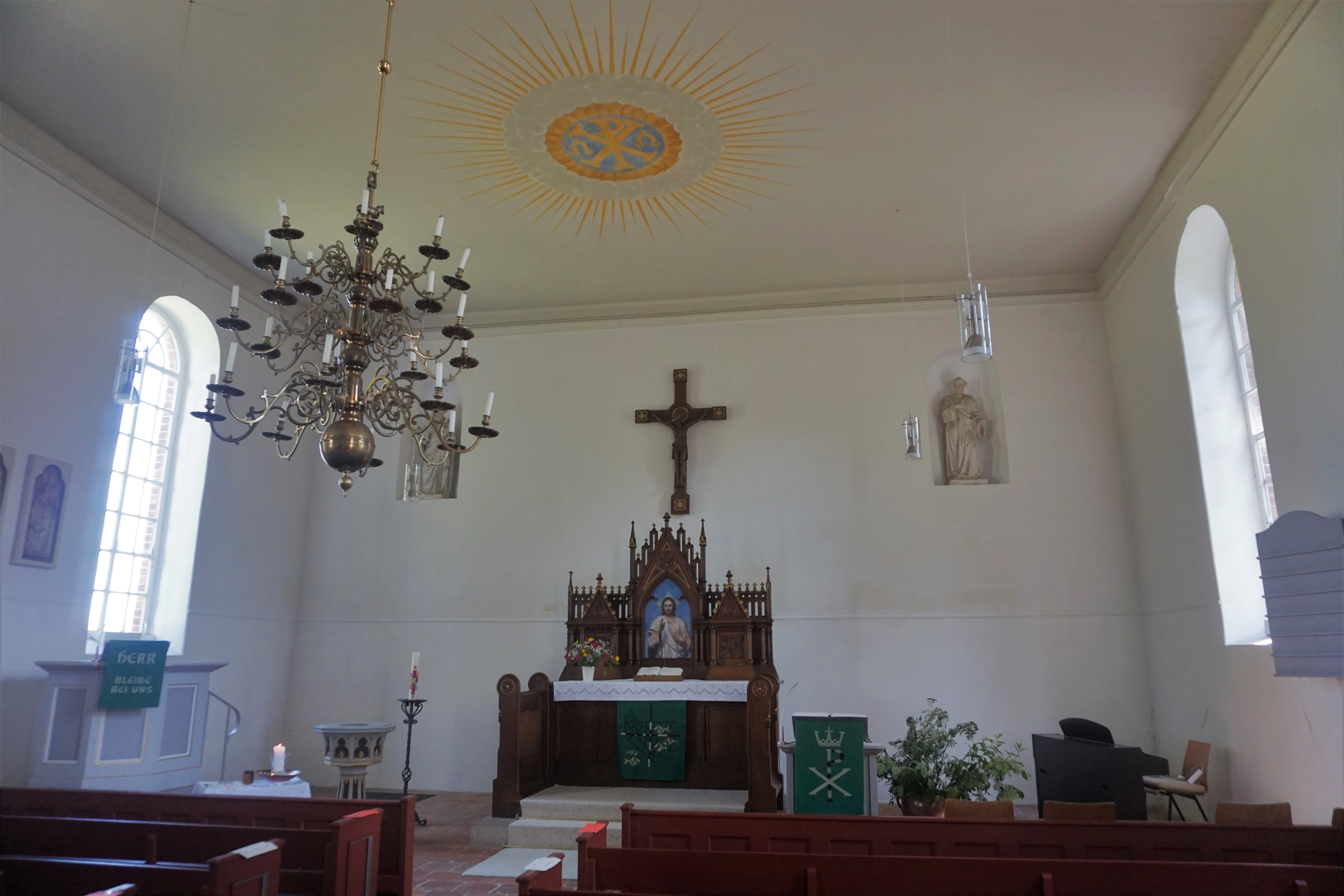
Blick in das Kirchenschiff

Die evangelisch-lutherische Kirche zu Natendorf steht in Natendorf im niedersächsischen Landkreis Uelzen und prägt mit der auffälligen Dachhaube des Westturms das Ortsbild.

## Lage
Die Kirche liegt am westlichen Rand Natendorfs. Nördlich liegt der zugehörige Friedhof, der durch eine Straße in zwei Abschnitte unterteilt wird. Wenige hundert Meter östlich verläuft der Natendorfer Bach. Südlich wird die Kirche durch Bäume begrenzt.

## Architektur
Das Bauwerk gliedert sich in ein Kirchenschiff, welches zwischen 1789 und 1791 errichtet wurde und einem im Jahr 1905 errichteten Westturm. Die rechteckige Saalkirche aus Backsteinen ruht auf einem Fundament aus Feldsteinen. Die Längsseiten enthalten jeweils drei rundbogige Fensterfelder. Der Ostabschluss der Kirche war ursprünglich flach und wurde vermutlich im 19. Jahrhundert mit der polygonalen Sakristei versehen. Das Erdgeschoss des Kirchturms mit über Eck gestellten Strebepfeilern wird durch Feldsteine gebildet. Über dem von Feldsteinen umgebenen Rundbogenportal im Westen befindet sich ein Ochsenauge. Die oberen Stockwerke des Turms sind in Backstein ausgeführt und weisen zwischen Eckpilastern rundbogige Schallöffnungen der Glockenstube auf. Die Turmuhr des Westturms ist unter den Schallöffnungen angebracht. An den anderen Turmseiten sind die Turmuhren jeweils direkt im Bereich der Schallöffnungen angebracht. Der Turm wird von einer geschwungenen Haube mit allseitigen Dachgauben gekrönt. Nördlich schließt an den Turm ein polygonaler Treppenturm aus Backsteinen an.

## Ausstattung
Der hölzerne Altaraufsatz im Stil der Neugotik ist eine Leihgabe aus Wieren. In der Saalkirche hängt ein prächtiger schwedischer Kronleuchter, der im 19. Jahrhundert hergestellt wurde. Nach aufwendiger Innensanierung wurde im Jahr 2008 eine Deckenmalerei freigelegt, die eine größere Sonne darstellt.
Martin Gotta der Ältere fertigte zusammen mit seinem Sohn eine Ausmalung in der Kirche an.
Die Orgel des Orgelbauers Eduard Meyer befindet sich auf der Empore über dem Haupteingang und wurde 1866 erworben. Die Turmuhr aus dem Jahr 1905 wird von einem Weule-Uhrwerk aus Bockenem angetrieben und muss wöchentlich von Hand aufgezogen werden.
Von den zwei Glocken ist die kleine, 1834 von Johann Heinrich Dreyer in Linden gegossene die ältere. Eine 2005 in der Glockengießerei Rincker gegossene große Glocke ersetzt eine abgängige Glocke aus Eisen.

## Kirchliche Organisation
Die Kirchengemeinden der Kirche zu Natendorf und der St.-Georgs-Kirche in Barum wurden 1973 pfarramtlich verbunden. Am 1. Juni 2012 ging aus den beiden Gemeinden die Kirchengemeinde „evangelisch-lutherische Kirchengemeinde Barum-Natendorf in Barum“ hervor, zu der auch die Ortschaften Hohenbünstorf, Seedorf, Tätendorf und Vinstedt gehören. Sie gehört zum Kirchenkreis Uelzen der Evangelisch-lutherischen Landeskirche Hannovers.

## Galerie

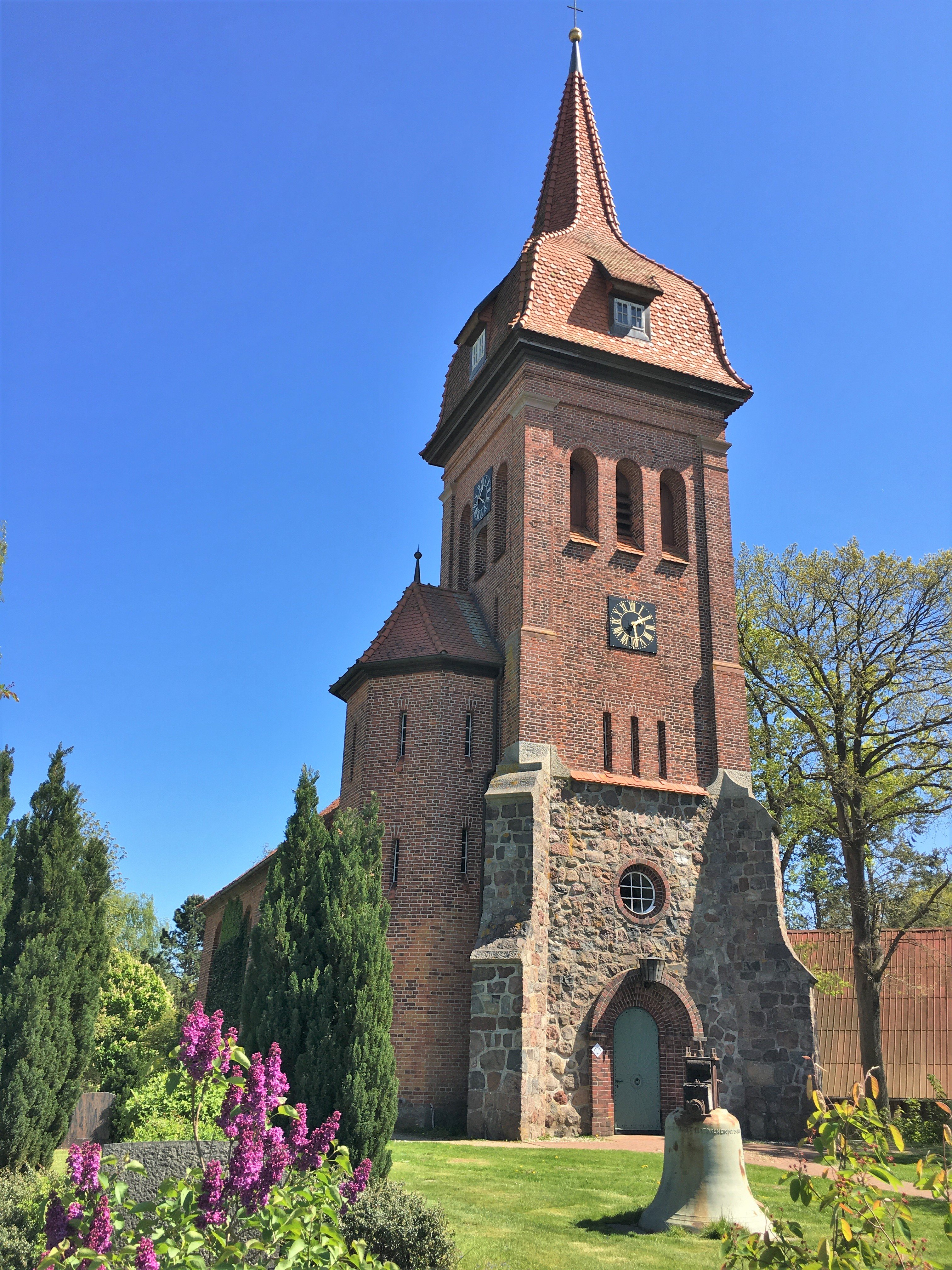
Westturm mit Eingangsportal aus Feldsteinen
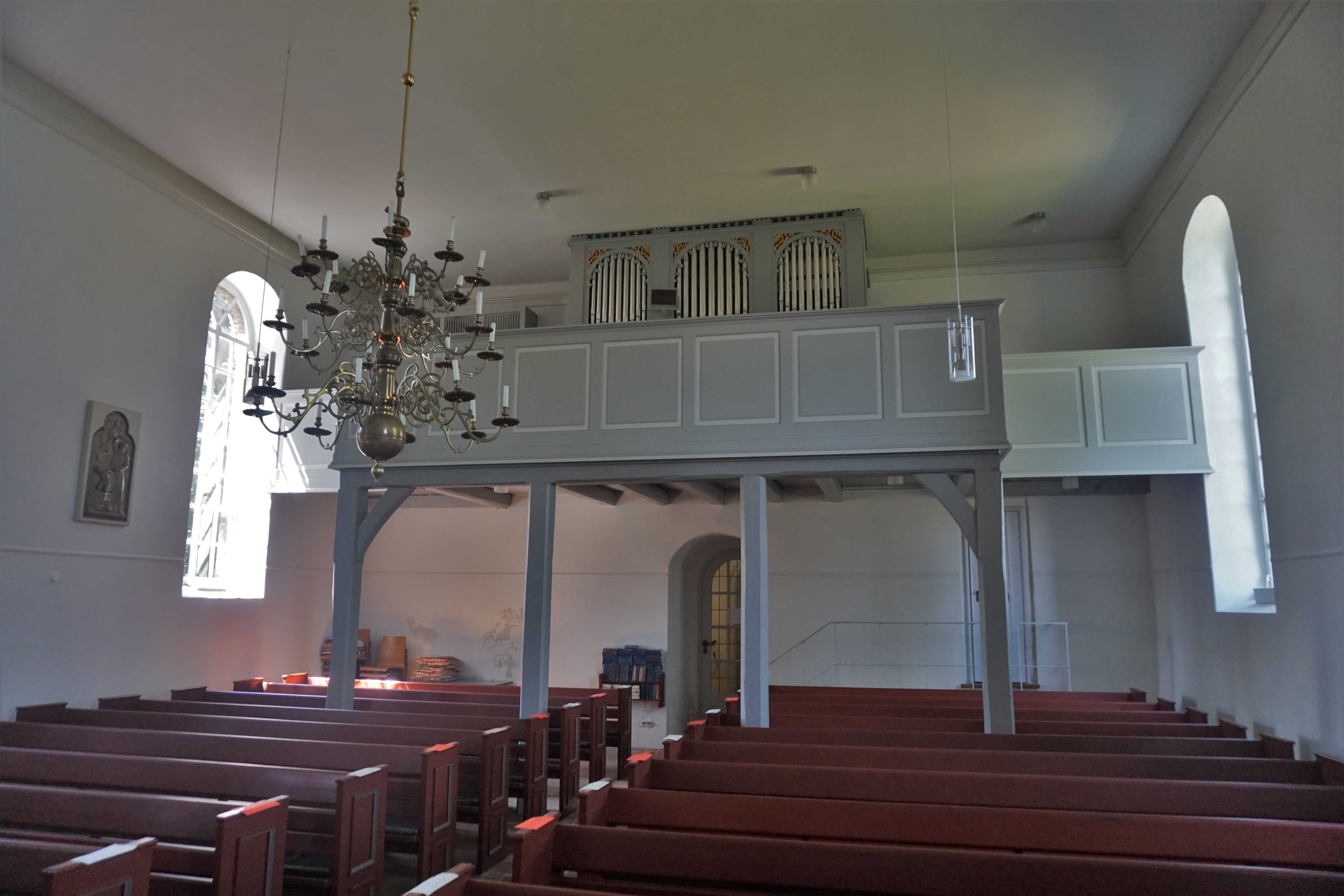
Blick zur Empore mit Orgel
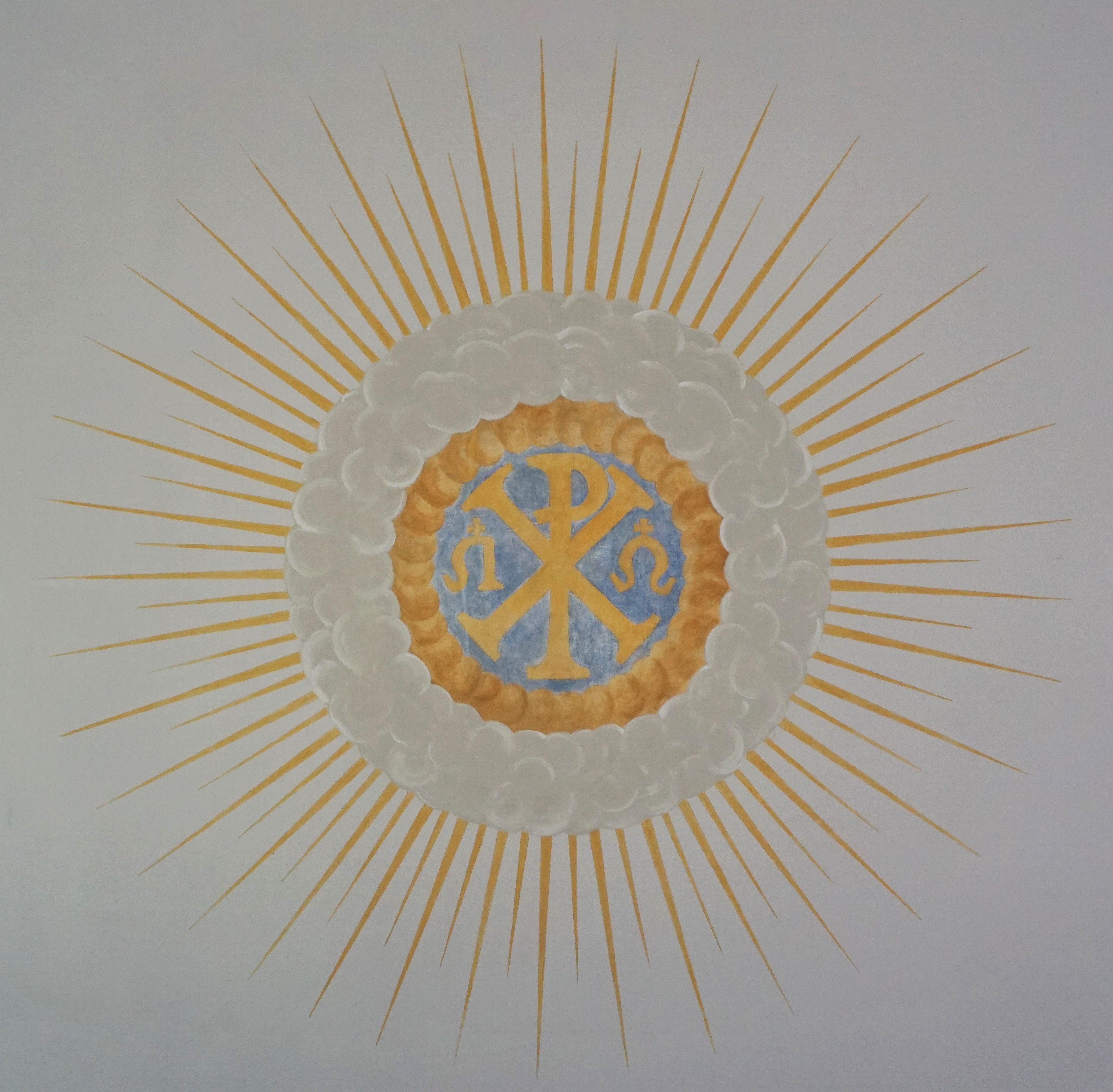
Deckenmalerei
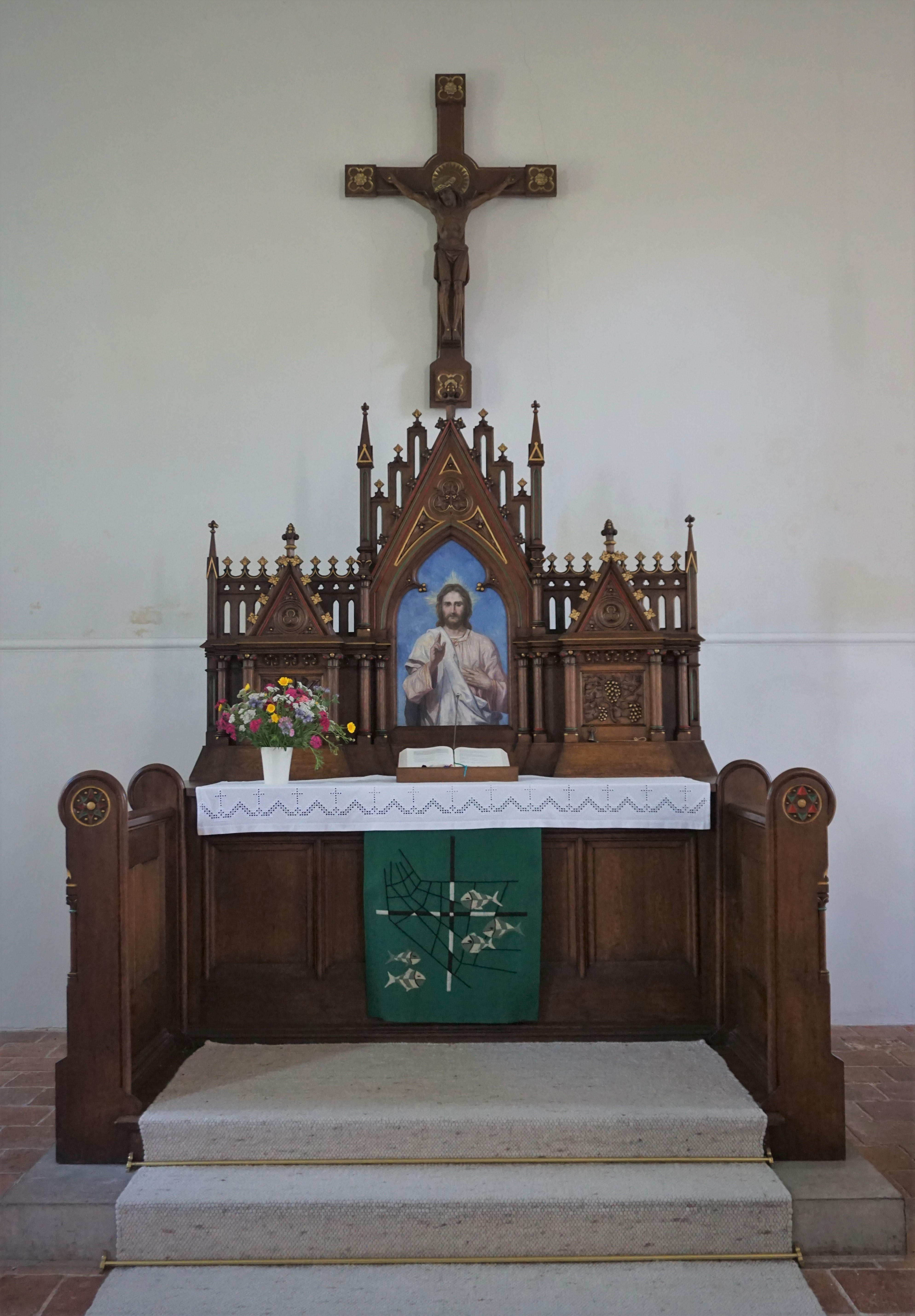
Altar mit neugotischem Altaraufsatz
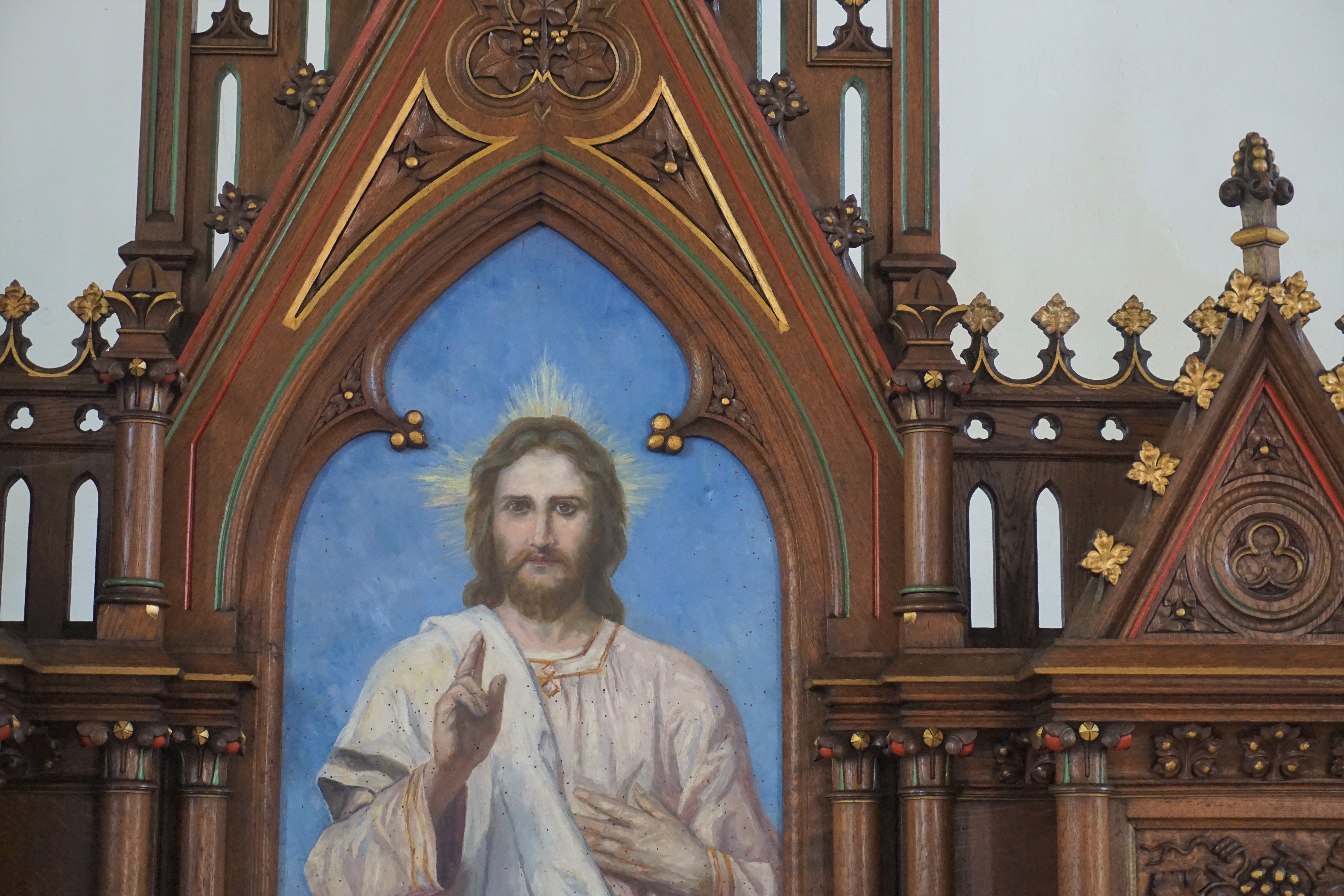
Detail des Altaraufsatzes